# Pieter van der Hult

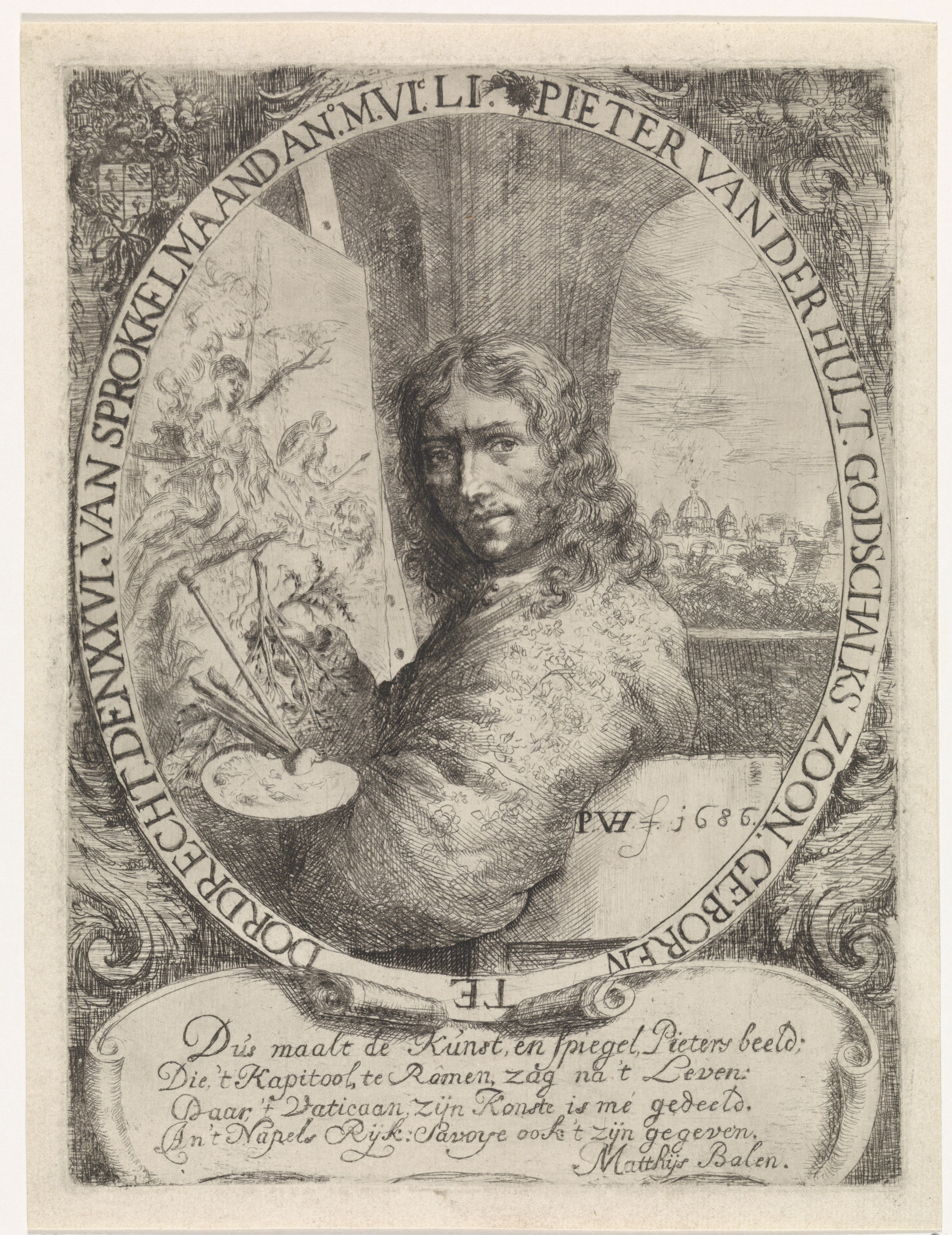
Zelfportret (1686)

Pieter van der Hult (Dordrecht, gedoopt op 26 februari 1651 – aldaar, 14 februari 1727) was een Noord-Nederlands schilder, prentkunstenaar, hofschilder en kunstverzamelaar. Hij was vooral bekend om zijn stillevens, diervoorstellingen en portretten.
Pieter werd geboren als zoon van Godschalck van der Hult en Maria van Rommerswael in een welvarende familie. Na de vroege dood van zijn vader in 1652 erfde hij een aanzienlijk vermogen en een deel van het familiehuis aan de Hoge Nieuwstraat in Dordrecht. Na het overlijden van zijn moeder in 1674 erfde Pieter haar uitgebreide schilderijencollectie.
Hij begon zijn kunstopleiding in 1668 bij Willem Doudijns in Den Haag en vestigde zich later weer in Dordrecht. In 1674 vertrok hij samen met Cornelis de Bruyn via Leipzig, Wenen, Venetië en Florence naar Italië, waar hij uiteindelijk Rome bereikte. In Rome werd hij lid van de Bentvueghels en kreeg hij de bijnaam Zonnebloem. Hij specialiseerde zich daar in bloemenschilderijen in de stijl van Mario Nuzzi.
Van der Hult keerde in 1681 terug naar Nederland en werd lid van de Confrerie Pictura in Den Haag. In 1685 reisde hij naar Dordrecht, en in 1687 naar Utrecht. In de jaren 1690 werkte hij als hofschilder voor de Deense koning Christian V in Kopenhagen, waar hij onder andere portretten en jachtscènes schilderde. In 1701 trouwde Pieter met Elisbath Catharina van Hesse, met wie hij meerdere kinderen kreeg. Tijdens zijn verblijf in Kopenhagen reisde Van der Hult verschillende keren naar de Nederlandse Republiek. In 1699 keerde hij definitief terug naar Dordrecht, waar hij tot zijn overlijden actief bleef als schilder.
Van der Hult was ook bekend onder de namen Verhulst en van der Hulst (IV).
- Bibliothèque nationale de France: cb149666160 (data)
- Biografisch Portaal: 02394328
- Digitale Bibliotheek voor de Nederlandse Letteren: huls041
- International Standard Name Identifier: 0000 0003 6424 4103
- Nederlandse Thesaurus van Auteursnamen: 069791643
- RKD-Nederlands Instituut voor Kunstgeschiedenis: 40558
- Union List of Artist Names: 500023603
- Virtual International Authority File: 227402052
- WorldCat: E39PBJcWxgjBP7DtgPHVxMvJXd